# Руденковка (Новосанжарский район)

Руденковка (укр. Руденківка) — село,
Руденковский сельский совет,
Новосанжарский район,
Полтавская область,
Украина.
Код КОАТУУ — 5323485501. Население по переписи 2001 года составляло 2440 человек.
Является административным центром Руденковского сельского совета, в который, кроме того, входят сёла
Дубина,
Марьяновка и
Пудловка.

## Географическое положение
Село Руденковка находится в 4-х км от левого берега реки Ворскла, на краю большого болота Ревазовское.
На расстоянии в 0,5 км расположено село Пудловка.
Через село проходит железная дорога, станция Новые Санжары.

## Экономика
- ООО «Новосанжарский консервный комбинат».
- Хлебоприемное предприятие.
- Новосанжарский элеватор, ЗАО.

## Объекты социальной сферы
- Школа.

## Религия
- Свято-Пантелеймоновский храм.